# Галковский, Александр Владимирович
Александр Владимирович Галковский (1945, Москва — 30 апреля 2016, Москва) — российский альтист, сын конструктора-ракетчика В. Н. Галковского, народный артист России (1994).

## Биография
Родился в 1945 году.
В 1963 году — окончил Центральную музыкальную школу при Московской консерватории, в 1969 году — Московскую консерваторию, в 1971 году — ассистентуру-стажировку (класс М. Н. Тэриана).
Член Российского музыкального общества (РМО).
Член жюри Всесоюзного конкурса струнных квартетов в Подольске (1991), Международных конкурсов струнных квартетов имени Д. Д. Шостаковича в Санкт-Петербурге (1996), Москве (1999, 2001, 2004).
Галковский сотрудничал с такими выдающимися музыкантами, как Юрий Башмет, Наталия Гутман, Александр Рудин, Алексей Любимов, Алексей Наседкин, Томас Цетмайр, Петер Чаба, Эдуард Бруннер, Вадим Репин, Дора Шварцберг, Павел Гилилов, Павел Нерсесьян, Назар Кожухарь.
Умер 30 апреля 2016 года.

## Педагогическая деятельность
С 1969 по 1972 годы — ассистент кафедры альта и арфы Московской консерватории.
С 1990 года преподавал на кафедре камерного ансамбля и квартета Московской консерватории. С 2001 года — профессор.
Преподавал также на кафедре струнных, духовых и ударных инструментов факультета исторического и современного исполнительского искусства Московской консерватории.
Работал также в Государственном музыкально-педагогическом институте имени М. М. Ипполитова-Иванова, Музыкальном училище при Московской консерватории, Московской средней специальной музыкальной школе имени Гнесиных, Российской академии музыки имени Гнесиных.
Проводил мастер-классы в России и за рубежом.

### Ученики
Среди учеников — С. Асташонок, Ю. Беринская, О. Галочкина, Л. Сигал, Дм. Чепига, А. Логинов, И. Зубковский, Н. Косарева, М. Гурджия, Г. Вал, М. Белицкий, Н. Мачарадзе, А. Найденов, Р. Балашов, А. Майоров, И. Гофман, «Twins-квартет» (Е. Исаенкова, Т. Исаенкова, Е. Алексеева, И. Смирнова), «Dolce-квартет» (О. Кузьмина, С. Микяева, Э. Галковская, М. Гришина), М. Ашуров, А. Солтан, Е. Гелен, А. Баева, Г. Чекмарев, Н. Кожухарь, О. Чепижная.

## Концертная деятельность
С 1972 по 2004 годы — постоянный участник Государственного квартета имени Д. Д. Шостаковича (А. А. Шишлов, С. И. Пищугин, А. В. Галковский, А. А. Корчагин), который сформировался в классе Р. Р. Давидяна в 1966 г. после победы на Международном конкурсе в Будапеште.
Цикл из 15 квартетов Шостаковича был исполнен в Амстердаме, на Аделаидском фестивале (Австралия), на Эдинбургском фестивале (Шотландия), а также в Париже, Антверпене, Роттердаме, Утрехте, на фестивале камерной музыки в Санта-Фе (США), в Токио, Риме, Неаполе, Палермо, на фестивале Азоло и в Москве.
С 2004 по 2007 годы — участник Государственного струнного квартета имени М. И. Глинки.
В составе квартетов имени Д. Д. Шостаковича и имени М. И. Глинки записал более 50 пластинок и дисков.
C 2007 года играл в составе «Нового Русского Квартета».

### Репертуар
Квартеты Й. Гайдна, В. А. Моцарта, Л. ван Бетховена, Ф. Шуберта, Р. Шумана, Й. Брамса, К. Дебюсси, М. Равеля, Б. Бартока, И. Стравинского, С. Прокофьева, Н. Мясковского, Д. Шостаковича, Р. Леденева, Е. Голубева, Ю. Буцко, А. Балашова, А. Флярковского, Н. Капустина, А. Шнитке.

## Признание
- Государственная премия РСФСР имени М. И. Глинки (1987)
- Заслуженный артист РСФСР (1987)[1]
- Народный артист Российской Федерации (3 июня 1994) — за большие заслуги в области музыкального искусства
- Лауреат Международного конкурса струнных квартетов имени Л. Вайнера в Будапеште (1973, I премия)